# いいちこ (焼酎)
いいちこは、大分県の酒造メーカー、三和酒類が1979年（昭和54年）から発売している麦焼酎の銘柄である。日本国外でも世界約30の国と地域で販売されている。

## 概要
大麦と麦麹を使った、華やかな香りで軽い口当たりの焼酎で、「新本格焼酎」を謳っている。アルコール度数に30度、25度、20度と異なる種類がある他、熟成期間を長くした「いいちこスーパー」、麦麹のみを使用した「いいちこフラスコボトル」、新品種の麦を用いた「西の星」などの銘柄もある。2009年（平成21年）の売り上げは43万7000石（およそ78,830キロリットル）。
発売元の三和酒類の主力商品であり、いいちこにより同社は2003年（平成15年）から2009年（平成21年）まで7年連続で日本国内での焼酎売上高では首位であった（帝国データバンク福岡支店調べ）。その後は首位こそ「黒霧島」によって急成長を遂げた霧島酒造に譲ったものの、いいちこの売上自体は大きく落とすこともなく、現在でも二番手の位置を堅持している。また平成21年度（第28回）の食品ヒット大賞ロングセラー賞も受賞している。
商品名の「いいちこ」は三和酒類のある大分県の方言で「いいですよ」を意味し、愛称である「下町のナポレオン」とともに地元紙における公募により決定された。
「いいちこスペシャル」は、2016年のインターナショナル・ワイン・アンド・スピリッツ・コンペティション（IWSC）で最優秀賞にあたる「トロフィー」を受賞した
。
デザイン面でも「いいちこフラスコボトル」「いいちこスペシャル」「いいちこパーソン」などのボトルデザインは数々の賞を受賞している。1985年発売の「iichiko　シルエット720ml」より「iichiko」のロゴを採用。1998年からの新商品（「くろびん」「日田全麹」「黄金の芋」）は、ロゴの文字は書家のだんきょうこが製作している。
11月15日を「いいちこの日」としている。

## 歴史
かつての三和酒類は日本酒酒造メーカーで、酒類の生産および消費はともに冬に集中しており、逆に言えば三和酒類も多忙なのは生産期のみであった。昭和40年代に入って大手日本酒酒造メーカーが九州に進出すると日本酒の価格競争が激化してきたため、その苦境から脱するために同社は焼酎製造に参入、当初は苦戦しかなり屈辱的なことであったが、やがて香りがきつく濁りのあった従来の麦焼酎の難点を解消した焼酎の開発に成功する。同社は公募で「いいちこ」と名付けられた焼酎を問屋流通路を基盤に販路を拡大させ、当時起こった焼酎ブームにより人気を博することとなる。
1986年（昭和61年）、焼酎乙類に原料表示が義務付けられた。当時「いいちこ」以外にも焼酎には砂糖が使用されているものが多く、三和酒類も使用を続けるかどうか判断を迫られた。使用を中止するメーカーが出る中、同社は消費者の求める味を変えるべきではないと考え、あえてしばらくの間砂糖を使用し続けた。批判を受けたものの、逆に売り上げが伸びる結果となった。しかし同時に砂糖の代替となるものを開発しようと研究を行った結果、砂糖を使用せずに同様の隠し味を出せるようになり、「フラスコボトル」誕生のきっかけともなった。
2020年（令和2年）、ブランド初となる缶タイプの焼酎ハイボール『いいちこ下町のハイボール』を発売。

## 広告
同社は営業活動をほとんど行っておらず、宣伝部やマーケティング部、商品企画部などは存在しない。
一方、イメージ戦略には力を入れており、広告には1983年（昭和58年）より河北秀也を起用している。商品企画や広告戦略は、すべて河北が一手に取り仕切っており、CMの企画、演出、編集、ナレーションまでを担っている。河北は「『いいちこ』は広告をしてきたのではない。デザインをしてきたからここまできたのだ」という。駅貼りポスターにも力を入れており、毎月新たなポスターを1枚、12月にはクリスマスバージョンを加えた合計13枚を、1984年（昭和59年）より欠かすことなく掲出している。
1986年からビリー・バンバンとそのメンバーである菅原進の楽曲がCMソングに使用されている。
2008年11月、坂本冬美がビリー・バンバンの楽曲「また君に恋してる」をカバーし、「いいちこ日田全麹」のCMソングとしてオンエア、併せて着うた配信された。坂本の歌唱力も相俟って幅広い世代から支持を受け、45万DLを記録。翌2009年1月にCD及びカセットテープでリリースされると、坂本にとって初のオリコンチャート3位以内を記録し大ヒットとなった。
2014年、テレビCM「いいちこ 2014麹プロジェクト篇」ではゴールデンボンバーを起用。CM曲は同バンドの「片想いでいい」を使用。2015年、2016年はCM曲「片想いでいい」を坂本冬美が歌い、話題となった。
2020年9月、ブランド初となる缶タイプ『いいちこ下町のハイボール』を発売。新CMキャラクターに俳優のムロツヨシを起用。ムロは以前よりいいちこを愛飲していたという。
2021年6月、1984年より続いている駅貼りポスターの世界観を起点としたアニメーション広告PR動画『iichiko story』を展開。1年に1作品制作し、特設サイト及び公式YouTubeチャンネルにて公開している。
| episode | 公開日        | タイトル               | キャスト | スタッフ |
| ------- | ------------- | ---------------------- | --- | --- |
| 1       | 2021年6月24日 | 君といる景色           | 山本晴人：ランズベリー・アーサー 羽生海：田中美海                                                                       | 監督・作画：Merrill Macnaut / 脚本：佐野徹夜 / 楽曲：小島英也 / 制作：FLAT STUDIO                             |
| 2       | 2022年6月24日 | 野の花は海へ           | 三輪すずか：三森すずこ 父：新垣樽助 居酒屋店主：小形満 ウェイトレス：星ノ谷しずく 女性客A：西村葉月 女性客B：村木香南子 | 監督：菅原優太 / 脚本：久住昌之 / 楽曲：ササノマリイ / キャラクターデザイン：久保山誠士、関口紫織             |
| 3       | 2023年4月26日 | 3つの音の形と行方      | 春日つぐる：小林裕介 ひろ：白井悠介 ツッチー：天﨑滉平 女性客A：奥井ゆうこ 女性客B：高岸美里亜 女性客C：星ノ谷しずく    | 監督：菅原優太 / 脚本：久住昌之 / 楽曲：ササノマリイ / キャラクターデザイン：関口紫織                         |
| 4       | 2024年6月26日 | 思いはどこへ駆けていく | 三田村環：内田真礼 祖父・環一：大塚芳忠 母・文江：島本須美                                                              | 監督・演出：陳達理 / 脚本：日本ベリエールアートセンター / 楽曲：ササノマリイ / キャラクター原案：ゆうきまさみ |